# Militair zendstation van Pierre-sur-Haute

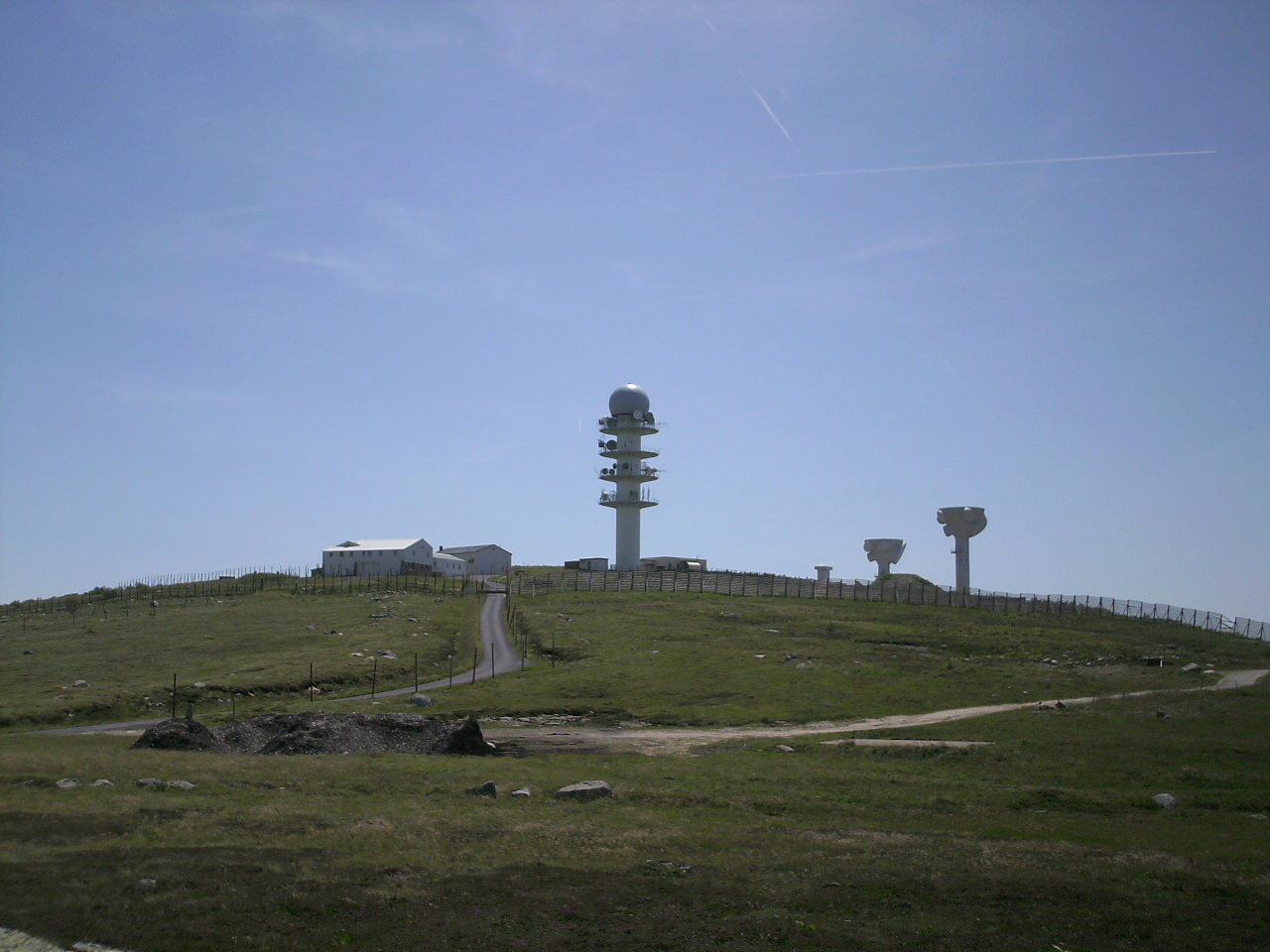
De militaire basis op de top van de Pierre-sur-Haute

Het militair zendstation van Pierre-sur-Haute is een militaire basis en een radarstation van de Franse luchtmacht op de top van de Pierre-sur-Haute.

## Geschiedenis
In 1913 werd op de plaats waar nu het militaire radiostation is de semafoortelegraaf gebouwd, de Chappetelegraaf. Toentertijd was het een klein stenen gebouw met de semafoor op het dak.
In 1961 werd tijdens de Koude Oorlog door de NAVO aan het Franse leger gevraagd om een van de 82 stations te bouwen van het ACE High-netwerk. In dit netwerk was het Pierre-sur-Haute-station of FLYZ een relais tussen station Lachens (FNIZ) in het zuiden en station Mont-Août (FADZ) in het noorden. Het maakte gebruik van vier 10 kW-zenders en zestien ontvangers. In 1974 nam de Franse luchtmacht het station over. Van 1981 tot 1987 werd het station volledig gerenoveerd. Het NAVO-station maakte gebruik van verbindingen via de ionosfeer en Amerikaanse apparatuur.
In 1988 begon de NAVO het Ace High-netwerk te ontmantelen.